# Мяглово (платформа)
Мя́глово — платформа Октябрьской железной дороги на линии Заневский Пост — Горы. Расположена в посёлке  Мяглово в Заневском городском поселении Всеволожского района Ленинградской области.

## Топоним
Название станции решено было дать по соседней деревне Мяглово. Со временем у станции появился посёлок, который тоже называется Мяглово.
В прошлом называлась «Мягла», что в переводе с финского означает «Усадьба Мяга».

## История
Железнодорожная линия была проведена в 1940 году. При нём возник посёлок при станции Мяглово.